# Region Frankfurt am Main

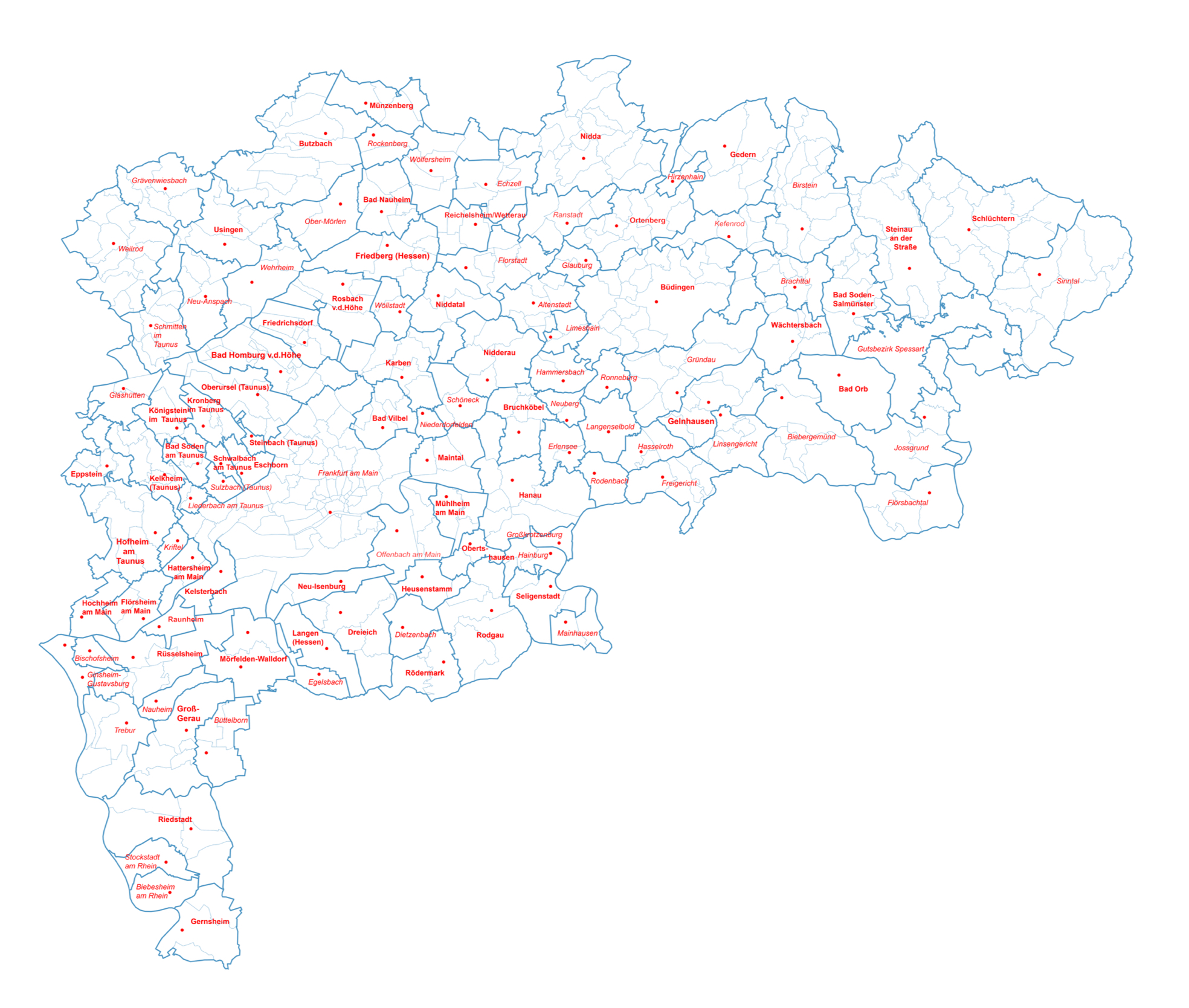
Region Frankfurt am Main bestehend aus 109 Regionen rund um die Stadt Frankfurt am Main. Abgrenzung gemäß Definitionen zu Functional Urban Areas der Europäischen Union sowie der Organisation für wirtschaftliche Zusammenarbeit und Entwicklung.

Die Region Frankfurt am Main ist die Agglomeration um die Kernstadt Frankfurt am Main bestehend aus insgesamt 109 Orten. Der größte Teil der Region Frankfurt am Main – 89 von 109 Orten – wird durch den Regionalverband FrankfurtRheinMain organisiert, welcher eine Art "Zwischenparlament" zwischen den Stadtparlamenten und dem Hessischen Landtag darstellt.

Nach den harmonisierten Begriffen des Statistischen Amtes der Europäischen Union sowie der OECD ist die Region DE005C Frankfurt am Main eine von 323 „Functional Urban Areas“ in der Europäischen Union sowie Städten in Norwegen, der Schweiz und der Türkei, für die seit 2003/2004 im Rahmen des Urban Audit statische Daten und Indikatoren für Lebensqualität erhoben und veröffentlicht werden.

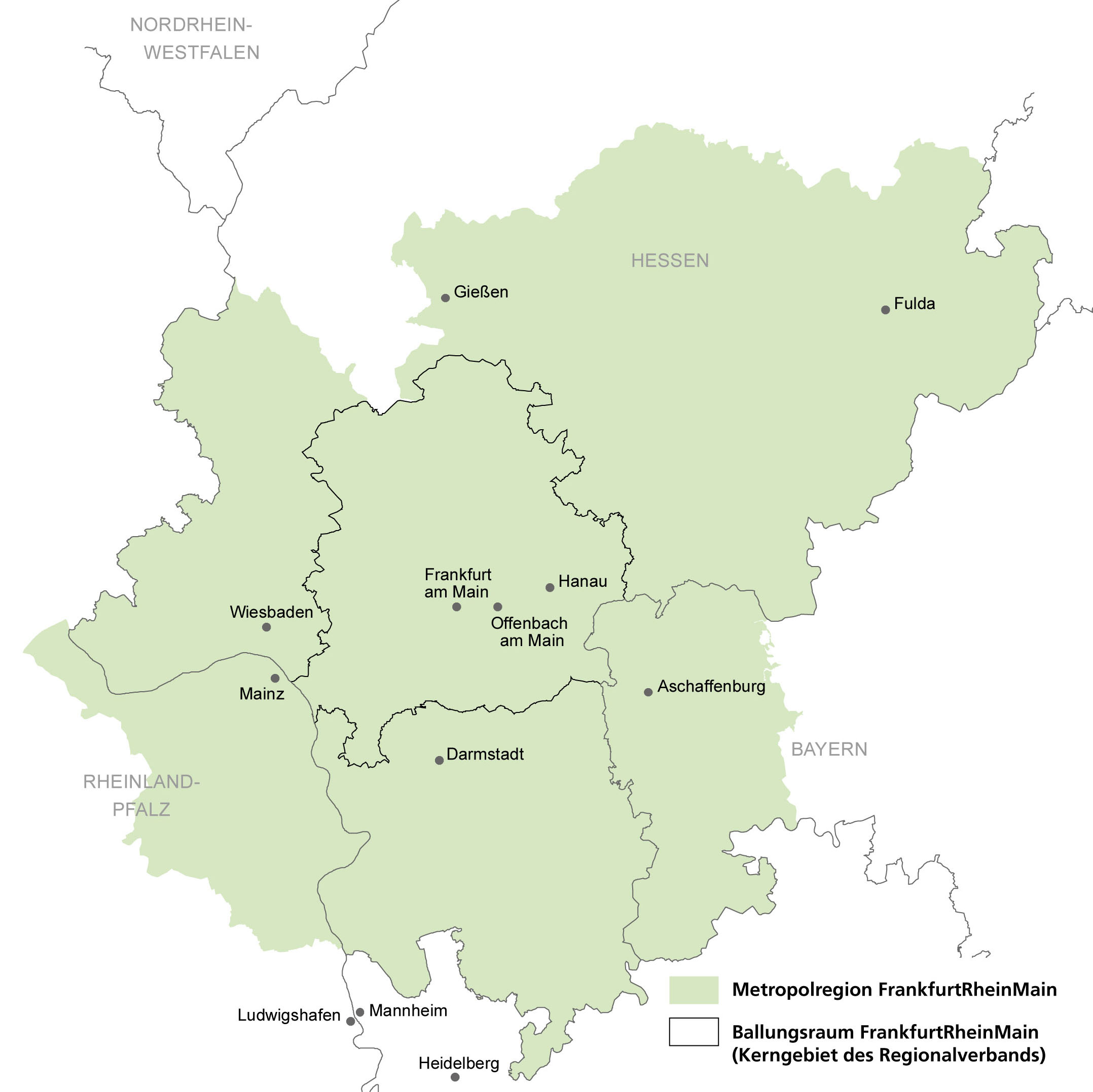
Gebiet des Regionalverbandes FrankfurtRheinMain sowie die Metropolregion Frankfurt/Rhein-Main

Das funktional abgegrenzte städtische Gebiet der Region Frankfurt am Main umfasst folgende Verwaltungseinheiten:
- Stadt Frankfurt am Main (F)
- Stadt Offenbach am Main (OF)
- Main-Taunus-Kreis (MTK)
- Hochtaunuskreis (HG)
- Wetteraukreis (FB)
- Main-Kinzig-Kreis (MKK)
- Landkreis Offenbach (OF)
- Kreis Groß-Gerau (GG)

In der so abgegrenzten Region mit zusammen 4305 Quadratkilometern leben 2.714.914 Einwohner (Stand 31. Dezember 2023).
Die Region Frankfurt am Main ist Teil der Metropolregion Frankfurt/Rhein-Main, aber weiter gefasst als der eigentliche städtische Ballungsraum, wie er durch das Gesetz über die Metropolregion Frankfurt/Rhein-Main des Hessischen Landtages vom 11. März 2011 definiert ist. Demnach umfasst der Regionalverband FrankfurtRheinMain folgende kreisfreien Städte, Landkreise und Gemeinden:
- die kreisfreien Städte Frankfurt am Main und Offenbach am Main;
- im Hochtaunuskreis, Main-Taunus-Kreis und Landkreis Offenbach alle Städte und Gemeinden;
- im Main-Kinzig-Kreis die Städte Bruchköbel, Erlensee, Hanau, Langenselbold, Maintal, Nidderau und Gemeinden Großkrotzenburg, Hammersbach, Neuberg, Niederdorfelden, Rodenbach, Ronneburg, Schöneck (Hessen);
- im Wetteraukreis die Städte Bad Nauheim, Bad Vilbel, Butzbach, Florstadt, Friedberg (Hessen), Karben, Münzenberg, Niddatal, Reichelsheim (Wetterau), Rosbach vor der Höhe und Gemeinden Ober-Mörlen, Rockenberg, Wölfersheim, Wöllstadt;
- im Kreis Groß-Gerau die Städte Ginsheim-Gustavsburg, Groß-Gerau, Kelsterbach, Mörfelden-Walldorf, Raunheim, Rüsselsheim am Main und Gemeinden Bischofsheim und Nauheim.

Dieses Gebiet zählt 2.359.773 Einwohner (Stand: 31. Dezember 2017) auf 2458,5 Quadratkilometern Fläche.
Das durch den Regionalverband FrankfurtRheinMain abgegrenzte Gebiet umfasst mit Hintertaunus und Wetterau einige relativ dünn besiedelte Gebiete und geht damit über die traditionelle Definition einer Agglomeration/Stadtregion hinaus, umfasst jedoch nur 89 von 109 Orten der gesamten Region Frankfurt am Main.
Der baulich zusammenhängende und damit den gängigen Definitionen entsprechende Bereich umfasst daher je nach zugrundeliegender Definition eine Fläche von etwa 1000 bis 1500 Quadratkilometern mit etwa 1,3 bis 1,9 Millionen Einwohnern.

## Durcheinander bei den Namensgebungen
Grundsätzlich besteht bei der Namensgebung der Regionen rund um die Stadt Frankfurt am Main ein gewisses Durcheinander – regional, national als auch für Außenstehende. Einerseits, weil es zwei Städte mit dem Namen "Frankfurt" in der Bundesrepublik Deutschland gibt. Andererseits, weil die Stadt Frankfurt am Main allein schon mehrere Abkürzungen kennt. Darunter: Frankfurt, Frankfurt M., Frankfurt a. M., Frankfurt Main, Frankfurt/Main.
Seit der Wiedervereinigung kamen behördliche Namenskreationen wie "Frankfurt-Rhein-Main" hinzu, welche im Volksmund jedoch keine Verwendung findet. Hier besteht der Versuch einerseits, die Stadt Frankfurt am Main als Kernstadt mehr in den Fokus zu setzen sowie gleichzeitig die Rhein-Main-Region namentlich zu erwähnen. Auch hier variieren zwischen verschiedenen regionalen Behörden die amtlichen Benennungen ein und derselben Region. Im Hessischen Landesgesetz ist dabei die Schreibweise "Frankfurt/Rhein-Main" zu entnehmen.